# Vertreter des öffentlichen Interesses
Der Vertreter des öffentlichen Interesses kann in Deutschland nach § 36 der Verwaltungsgerichtsordnung (VwGO) bei den Verwaltungsgerichten der Länder bestellt werden. Die Behörde entspricht dem Vertreter des Bundesinteresses beim Bundesverwaltungsgericht auf Bundesebene.
Einige Bundesländer haben von der Möglichkeit Gebrauch gemacht, eine solche Behörde einzurichten. So existiert in Bayern seit 1879, in Rheinland-Pfalz seit 1957 und in Thüringen seit 2001 ein Vertreter des öffentlichen Interesses. Baden-Württemberg (Interessenvertretung jetzt im Einzelfall durch eine auf dem Gebiet tätige Behörde), Mecklenburg-Vorpommern, Schleswig-Holstein und Nordrhein-Westfalen kannten das Amt früher, haben es aber inzwischen wieder abgeschafft. Nach § 37 VwGO muss der Vertreter des öffentlichen Interesses grundsätzlich die Befähigung zum Richteramt haben. Er kann für die Oberverwaltungsgerichte (Verwaltungsgerichtshöfe) oder auch für die Verwaltungsgerichte bestellt werden. Die Einzelheiten, die sich von Bundesland zu Bundesland unterscheiden, sind in einer Rechtsverordnung der jeweiligen Landesregierung geregelt.
Der Vertreter des öffentlichen Interesses kann auch mit der Vertretung des Landes oder dessen Behörden beauftragt werden (§ 36 Absatz 1 Satz 2 VwGO). Das ist bisher nur in Bayern geschehen; der Vertreter des öffentlichen Interesses trägt dort den Namen Landesanwalt. Dieser Landesanwalt ist nicht zu verwechseln mit dem Hessischen Landesanwalt, der kein Vertreter des öffentlichen Interesses im Verwaltungsgerichtsverfahren ist, sondern im verfassungsgerichtlichen Verfahren vor dem Hessischen Staatsgerichtshof tätig wird.